# Grzegorz Hedwig
Grzegorz Hedwig (ur. 17 lipca 1988 w Nowym Sączu) – polski kajakarz górski, kanadyjkarz, medalista mistrzostw Polski i mistrzostw Europy w slalomie kajakowym. Syn Doroty Hedwig, złotej medalistki mistrzostw świata juniorów w kajakarstwie górskim, brat Igi Hedwig.

## Kariera sportowa
Jest zawodnikiem Startu Nowy Sącz.
Na mistrzostwach Europy seniorów w 2007 zajął 6. miejsce w konkurencji 3 x C-1,  w 2010 - 5. miejsce w konkurencji 3 x K-1, w 2013 - 8. miejsce w konkurencji 3 x C-1, w 2014 - 9. miejsce w konkurencji 3 x C-1, w 2015 - 5. miejsce w konkurencji 3 x C-1, a w 2016 - 7. miejsce w konkurencji C-1 i 2 m. w konkurencji 3 x C-1 (z Przemysławem Plewą i Igorem Sztubą).
Na mistrzostwach świata w 2010 i 2013 zajął 10. miejsce w konkurencji 3 x C-1
Na mistrzostwach Polski seniorów zdobył:
- w 2007: srebrny medal w konkurencji 3 x C-1[10],
- w 2008: srebrny medal w konkurencji 3 x C-1[11],
- w 2010: złoty medal w konkurencji 3 x c-1[12]
- w 2011: złote medal w konkurencji 3 x C-2 i srebrny medal w konkurencji 3 x C-1[13],
- w 2012: złoty medal w konkurencji 3 x C-1[14],
- w 2013: złote medale w konkurencjach C-1 i 3 x C-1 oraz brązowy medal w konkurencji 3 x C-2 w 2013[15],
- w 2014: złote medale w konkurencjach C-1 i 3 x C-1[16],
- w 2015: złoty medal w konkurencji C-1 i srebrny medal w konkurencji 3 x C-1[17]
- w 2016" brązowy medal w konkurencji C-1[18].